# 1-Bromopropà
L'1-bromopropà (n-propilbromur, bromur de propil o nPB) és un compost organobrom amb la fórmula química CH₃CH₂CH₂Br. És un líquid incolor que s'utilitza com a dissolvent. Té una característica olor de hidrocarburs. Les seves aplicacions industrials van augmentar dràsticament al segle xxi a causa de l'eliminació progressiva dels clorofluorocarburs, el percloroetilè i els cloroalcans com l'1,1,1-tricloroetà sota el Protocol de Montreal.

## Propietats fisicoquímiques
L'1-bromopropà és un líquid incolor amb olor d'hidrocarburs. La seva pressió de vapor és de 13,3 kPa a 18 °C. Té una densitat relativa d'1,35 g/cm³ i una densitat relativa de vapor de 4,3. La seva solubilitat en aigua és de 0,25 g/mL a 20 °C. El seu punt d'ebullició és de 71 °C i el de fusió de –110 °C. Té una massa molecular de 123 g/mol.

## Preparació
Les rutes industrials cap a l'1-bromopropà impliquen addicions de radicals lliures als alquens corresponents. D'aquesta manera, s'obté el producte anti-Markovnikov.
Una síntesi de laboratori consisteix a tractar propanol amb una barreja d'àcids bromhídric i sulfúric:
CH₃CH₂CH₂OH + HBr → CH₃CH₂CH₂Br + H₂O
Les vies sintètiques alternatives inclouen el tractament de propan-1-ol amb tribromur de fòsfor o mitjançant una reacció d'Hunsdiecker amb àcid butanoic.

## Usos
L'1-bromopropà s'utilitzava originàriament en la manufactura de pesticides, perfums i fragàncies, medicaments i altres substàncies químiques. Com molts altres halocarburs líquids, l'1-bromopropà s'utilitza com a dissolvent líquid o gasós. És un dissolvent per adhesius dels aerosols. És un dissolvent en la producció d'asfalt, en la indústria aeronàutica per al manteniment i en la producció de fibres sintètiques. És un dissolvent per desgreixar plàstics, òptiques i sobre superfícies metàl·liques, per eliminar els residus de soldadura de les plaques de circuits electrònics. És un dissolvent agressiu amb un valor de Kauri-butanol de 129 que és similar a l'1,1,1-tricloroetà. El seu ús creixent al segle xxi va ser el resultat de la necessitat d'un substitut per als clorofluorocarburs i el percloroetilè (tetracloroetilè) com a dissolvent de neteja en sec, però el seu ús en la neteja en sec ha anat disminuint constantment i el 2020, el seu ús per a la neteja en sec és gairebé obsolet.

## Regulació
A la Unió Europea, l'1-bromopropà ha estat classificat com a tòxic per a la reproducció pel registre, avaluació i restricció de productes químics, la qual cosa el converteix en una «substància molt preocupant». A partir del 5 de gener de 2022, l'1-bromopropà s'ha afegit a la llista de contaminants atmosfèrics perillosos (HAP) de la Llei de l'aire net dels Estats Units. Des de l’any 2007, se n'ha aprovat l'ús en virtut de la Política de Noves Alternatives Significatives (SNAP) de l’EPA dels Estats Units com a substitut adequat dels productes químics que destrueixen la capa d’ozó. L'EPA dels EUA va anunciar que, a partir d’un pla de treball desenvolupat sota la Llei de control de substàncies tòxiques de 1976, el 2013 començarà una avaluació completa del risc de l’1-bromopropà.